# Marin de Bourgeoys
Marin le Bourgeoys, född cirka 1550, död 1634. Fransk vapensmed som antas vara den som utvecklade det första flintlåset.
Marin le Bourgeoys tillhörde en släkt av duktiga hantverkare, låssmeder, urmakare och vapensmeder i byn Lisieux i Normandie. Innan han utvecklade flintlåset hade Marin bland annat tillverkat hjullås, snapplås, armborst och luftgevär. Han var även en framstående konstnär.
1589 blev han utnmämnd till hovmålare av guvernören av Normandie och 1598 utsåg kung Henrik IV honom till valet de chambre, konstmakare av fina glober, skulptör och uppfinnare vid hovet. Han innehade samma titel för Henriks efterträdare Ludvig XIII.
Någon gång mellan åren 1610 och 1615 tror man att le Bourgeoys tillverkade det som anses vara det första riktiga flintlåset på ett gevär till kung Ludvig XIII. Han kombinerade olika finesser från holländska snapplås och snapplås från medelhavsområdet för att få fram ett mer robust och pålitligt vapen. le Bourgeoys nya lås blev snabbt berömt. Omkring år 1700 hade varje stormakt anammat flintlåset, vilket kom att vara den huvudsakliga låsmekanismen för eldvapen långt in på 1800-talet.